# Fundació Anticorrupció
La Fundació anti-corrupció (rus: Фонд борьбы́ с корру́пцией, Fond borbí s korrúptsiei o ФБК, FBK) és una ONG d'origen rus que té com a principal objectiu la lluita contra la corrupció del Govern de Rússia. Va ser fundada per Aleksei Navalni l'any 2011. El seu finançament prové de donatius privats. Es va dissoldre el juliol de 2020.

## Objectiu
El seu objectiu era investigar la corrupció de les autoritats russes.

## Pressupost
La FBK era finançat únicament per donatius. L'any 2014 el pressupost va ser de 28,5 milions de rubles.
L'any 2017, la FBK va rebre donatius de 30.000 persones per un import total de 80 milions de rubles.

## Procediments judicials
Els comptes de la fundació van ser congelats l'agost de 2019 després d'una primera onada de registres a persones lligades a la fundació en una investigació per « emblanquiment de capitals ».
El 12 de setembre, una nova onada de registres va tenir lloc amb persones lligades a la fundació i buscant emblanquiment de capitals.
La fundació és considerada com « agent estranger » l'octubre de 2019 i és posada sota una més gran vigilància. Dos donatius procedents de l'estranger i d'un valor d'aproximadament 2.100 dòlars són citats pel ministeri de la Justícia per justificar la seva acció. Tanmateix, un donatiu provinent d'Espanya el 12 de setembre és contestat per la fundació que hi veu una manipulació: aquest donatiu va arribar el mateix dia que una onada de registres de la policia als seus locals i després que els comptes de la fundació haguessin estat congelats.
El 15 d'octubre de 2019, té lloc una nova onada de registres als domicilis de voluntaris i assalariats de la fundació. Aquests registres són sempre realitzades en el marc de la investigació per a « emblanquiment de diners ».
El 26 de desembre de 2019, té lloc un nou registre als locals de la FBK i als de la cadena Navalny Live (situats al pis de sobre).
Al març i juliol de 2020, la Fundació rep diverses multes (entre 1000 i 6900 dòlars americans) per no haver mencionat, en diferents comptes de mitjans de comunicació socials, que la Fundació és un « agent estranger », així com per a no haver-s'hi registrat oficialment.
Al desembre de 2020, el Comitè d'investigació de la Federació de Rússia obre una investigació per « frau » en contra de Navalny. Se li retreu haver utilitzat una part dels donatius de particulars, fets principalment a la Fundació, per a les seves necessitats personals. L'import del suposat frau s'estima en 356 milions de rubles, o sigui aproximadament 4 milions d'euros.

## Dissolució
L'empresa Moskovski Chkolnik, pròxima del magnat Evgueni Prigojine, guanya un procés contra la Fundació, Aleksei Navalni i l'advocada i política Liubov Sóbol per a difusió d'informacions que l'empresa estima torces. Aquests últims són convictes a pagar 1,67 milió de dòlars americans (88 milions de rubles) Al juliol 2020, Alexeï Navalny anunci la dissolució de la Fundació per evitar de pagar aquests danys.

## Gestió
El director de l'FBK és Ivan Jdanov. El seu director executiu és Vladimir Achourkov i la productora de la cadena "Navalny Live" és Lioubov Sobol.
La gestió i certes tries de l'FBK són criticats per Vladislav Zdolnikov, un dels proveïdors informàtics de l'FBK des de feia diversos anys. Denuncia en particular la tria de donar suport al candidat del Partit comunista Vladislav Joukovski a la 30a circumscripció en les eleccions de la Duma de la ciutat de Moscou per a raons de connivències personals i la mala gestió dels voluntaris i dels projectes informàtics en el si de l'FBK.

## Media
L'FBK ha creat el seu propi diari anomenat Léviathan per poder assistir a les conferències de Vladimir Putin. El nom del periòdic fa referència al film Léviathan d'Andrei Zviàguintsev que denunciava la corrupció en una petita ciutat russa.

### Films
L'FBK ha finançat els films següents:
- Txaika, 2015, film sobre la corrupció del Fiscal general de la Federació Russa Iouri Txaika;
- No li dieu Dimon, 2017, film sobre la corrupció del President del govern de la Federació de Rússia Dmitri Medvédev.